# 8e cérémonie des prix Génie
La 8e cérémonie des Prix Génie s'est déroulé le 18 mars 1987 au Palais des congrès du Toronto métropolitain pour récompenser les films sortis en 1986. La soirée était animée par  Helen Shaver.

## Palmarès
Le vainqueur de chaque catégorie est indiqué en gras

### Meilleur film
- Le Déclin de l'empire américain, Roger Frappier et René Malo
  - Dancing in the Dark, Anthony Kramreither
  - John and the Missus, John Hunter et Peter O'Brian
  - Loyalties, Ronald Lillie et William Johnston
  - Pouvoir intime, Claude Bonin et Roger Frappier